# Polonaise, opus 53 de Chopin
La Polonaise  « Héroïque » , opus 53, est une polonaise pour piano de Frédéric Chopin composée en 1842. Ce chef-d'œuvre est l'un des plus célèbres du compositeur polonais et est aujourd'hui un favori du répertoire de piano classique. La pièce exige des compétences exceptionnelles de la part de son interprète et une grande virtuosité pour pouvoir la jouer convenablement. Elle demeure l'une des pièces les plus difficiles dans le répertoire du piano seul.

## Structure
La pièce présente une forme a priori habituelle, la section principale de la "polonaise" alternant avec celle du trio central (type ABA). Cependant, le trio, qui est une partie normalement lyrique et apaisante est ici différent. La partie centrale de l'op. 53 possède un caractère très militaire, notamment dû à l'ostinato de la basse.
Il apparait que la Polonaise héroïque soit étroitement liée à la Polonaise op. 40 no 1, connue sous le nom de « Polonaise militaire », qui, contrairement à la première, appartient bien au genre de la polonaise.

## Aspects techniques
La Polonaise héroïque contient de nombreux aspects techniques du piano :
- gammes extrêmement rapides ;
- trilles exécutés avec les doigts les plus faibles ;
- octaves aux deux mains rapides et difficiles ;
- arpèges rapides ;
- accords demandant de très grands doigts ;
- utilisation de toute l'étendue du clavier du piano : la gamme s'étend du do grave au mi ♭ aigu du piano moderne, alors que le piano de Chopin possédait 78 touches (du do grave au fa aigu) ;
- montées chromatiques rapides en quartes.

## Musique

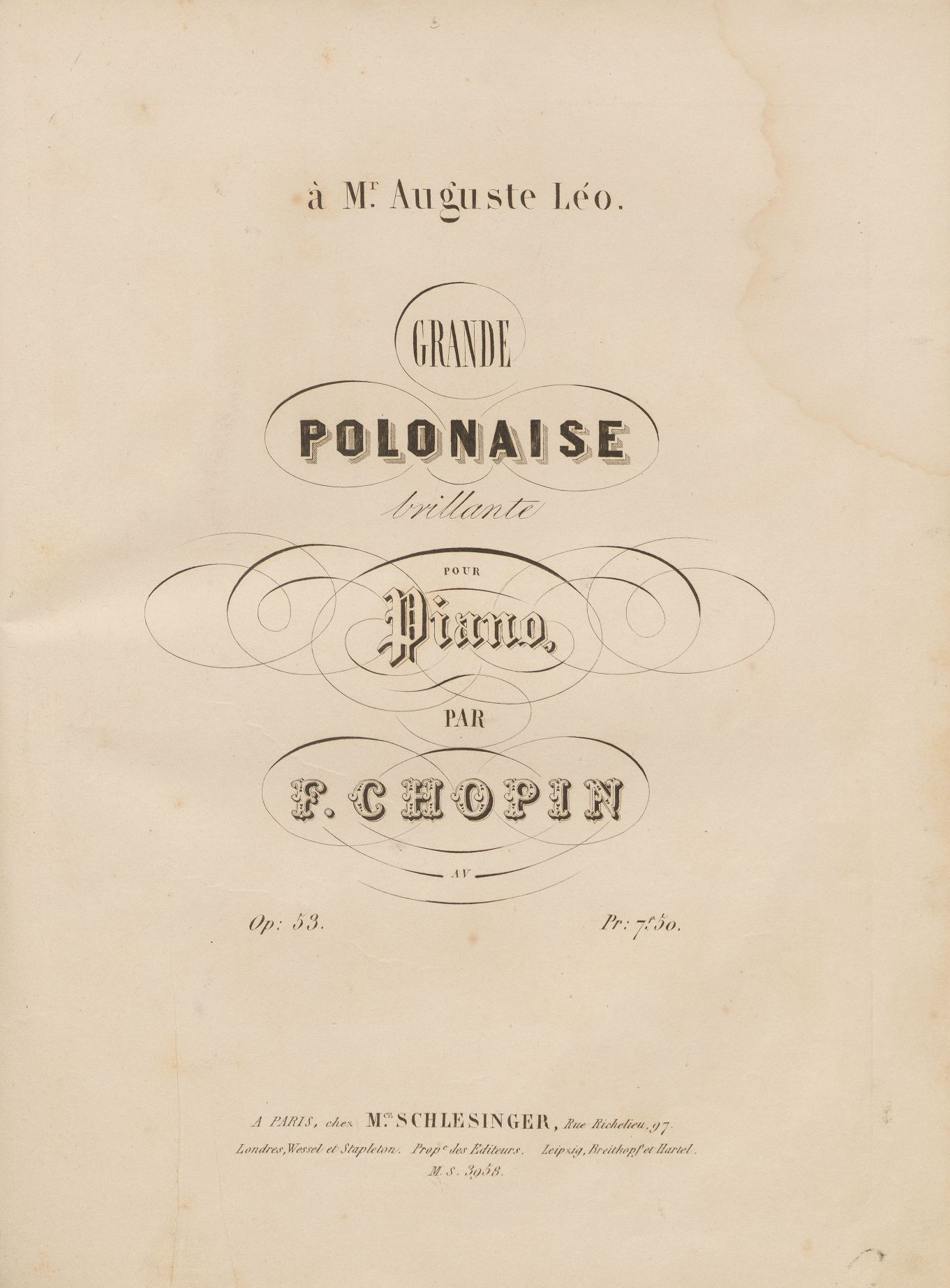
Opus 53, 1843

Le tempo de la pièce est Alla polacca e maestoso (« comme une polonaise et majestueux »). Elle est de forme ternaire (A-B-A), avec une introduction qui dure approximativement 30 secondes.
La pièce comporte une longue introduction composée de gammes chromatiques rapides aux deux mains, créant l'ambiance de la pièce et montrant le côté héroïque de l'art de Chopin. Le premier thème, « héroïque », est dans la tonalité principale, La bémol majeur. C'est l'élément le plus connu de la pièce. La main gauche l'accompagne par des octaves à la basse qui alternent la tonique et la dominante. Le thème est répété une octave plus haut avec de courts trilles.
Ensuite, il y a un bref interlude avec une série de progressions d'accords qui conduisent à un nouveau retour du thème de la polonaise, le rythme de la polonaise étant employé à la main gauche en guise d'accompagnement. Le thème la partie A se répète ensuite encore une fois avant la fin.
Enfin, le thème est joué une dernière fois plus fort et plus dramatiquement pour signaler la fin de l'œuvre. La polonaise se termine par une brève coda saisissante et des accords arrachés avec force.
.

## Source
- (en) Cet article est partiellement ou en totalité issu de l’article de Wikipédia en anglais intitulé « Polonaise in A-flat major, Op. 53 (Chopin) » (voir la liste des auteurs).